# Chimonobambusa quadrangularis
Chimonobambusa quadrangularis ist eine Bambus-Art aus der Gattung Chimonobambusa mit vierkantigen, 3 bis 8 Meter hohen Halmen und 8 bis 29 Zentimeter langen Halmblattspreiten. Das Verbreitungsgebiet der Art liegt in China, auf Taiwan und in Japan.

## Beschreibung
Chimonobambusa quadrangularis ist ausdauernd und bildet leptomorphe Rhizome. Die verholzenden Halme wachsen aufrecht und erreichen eine Höhe von 3 bis 8 Metern und einen Durchmesser von 1 bis 4 Zentimetern. Die Internodien sind im Querschnitt stumpf vierkantig und 8 bis 22 Zentimeter lang. Sie sund hohl, unter den Knoten borstig mit auf kleinen Knöllchen wachsenden Haaren. Die Knoten mit Seitenästen sind verdickt, sonst gleich breit wie die Internodien. Die Knoten nahe der Halmbasis zeigen einen Ring kurzer Wurzeldornen. Die Scheidennarbe ist korkig und bildet anfangs einen Ring aus rötlich gelben, filzigen und kleinen borstigen Haaren. Je Knospe werden drei horizontal zueinander stehende Seitenäste gebildet. Die Halmscheiden sind grünlich, kürzer als die Internodien, papierartig, unbehaart und haben erhöhte Blattadern, purpurn-braune querverlaufende Adern und einen bewimperten Rand. Blattöhrchen und Blatthäutchen fehlen. Die Halmblattspreite ist dreieckig oder pfriemlich, 3 bis 5 Millimeter lang und abfallend. Je Zweig werden zwei bis fünf Laubblätter gebildet. Die Laubblattscheiden sind ledrig, unbehaart und der Rand ist an der Scheidenspitze bewimpert. An den Scheidenschultern sind abfallende Borsten (oral setae) vorhanden. Das Blatthäutchen ist kurz, häutig, gestutzt, unterseits behaart und bewimpert. Die stielartige Verbindung zur Laubblattspreite ist etwa 1,8 Millimeter lang. Die Laubblattspreite ist elliptisch bis lanzettlich, 8 bis 29 Zentimeter lang und 1 bis 2,7 Zentimeter breit. Sie ist zugespitzt, papierartig, anfangs unterseits behaart und oberseits kahl. Die Blattbasis ist keilförmig. Je Blatt werden vier bis sieben Paare sekundärer Nebenadern gebildet.
An der Basis der Blütenstände sind bleibende, nach ober größer werdende Tragblätter vorhanden. Je Blütenstand werden selten nur ein meist zwei bis vier 2 bis 3 Zentimeter lange Ährchen mit zwei bis fünf Blütchen gebildet. Je Ährchen sind ein bis drei lanzettliche, 4 bis 5 Millimeter lange Hüllspelzen vorhanden. Die Deckspelze ist grün, lanzettlich oder länglich-lanzettlich, papierartig und fünf- bis siebenfach geadert. Die Vorspelze ist etwa gleich groß wie die Vorspelze. Die Schwellkörper sind schmal eiförmig, die Staubblätter 3,5 bis 4 Millimeter lang. Je Blüte sind zwei Narben vorhanden.
Die Chromosomenzahl beträgt 2n = 48.

## Verbreitung und Ökologie
Das natürliche Verbreitungsgebiet liegt in Japan, Taiwan und China. In China wächst die Art in den Provinzen Anhui, Fujian, Guangxi, Hunan, im Süden von Jiangsu, in Jiangxi und Zhejiang.

## Systematik und Forschungsgeschichte
Chimonobambusa quadrangularis ist eine Art aus der Gattung Chimonobambusa, Tribus Arundinarieae, Unterfamilie Bambus (Bambusoideae). Die Art wurde von Francesco Franceschi 1880 als Bambusa quadrangularis (Basionym) in Bullettino della R[eale] Società Toscana d’Orticultura Band 5 Seite 401 erstbeschrieben. Makino Tomitarō stellte die Art 1914 im Botanical Magazine Band 28 Seite 153 als Chimonobambusa quadrangularis (Franceschi) Makino in die Gattung Chimonobambusa. Synonyme der Art sind Arundinaria quadrangularis (Franceschi) Makino, Phyllostachys quadrangularis (Franceschi) Rendle und Tetragonocalamus quadrangularis (Franceschi) Nakai.